# Pyrotheria
Los piroterios (Pyrotheria) o pirotéridos (Pyrotheriidae) son un orden de mamíferos placentarios extintos, que vivieron en Sudamérica durante Eoceno uno de cuyos géneros evolucionó en una línea paralela a la de los elefantes de África del periodo Oligoceno. Los piroterios eran parecidos a mastodontes, Moeritherium o tapires.

## Características
Los piroterios eran robustos herbívoros de tamaño mediano y grande, con una longitud que variaba desde 1,8 m a 2,5 m, con 35 cm de cola, y una altura en la cruz de 70 cm a 2,5 m y un peso estimado de 200 a 350 kg. La mayoría de especies presentan miembros cortos en relación con el cuerpo. El cuerpo era compacto y la cabeza y cuello robustos, con el fin de facilitarles mejor el paso a través del denso follaje tropical. Los pies presentaban cinco dedos en las patas delanteras y cinco en las traseras. Disponían de un hocico alargado en forma de pequeña probóscide, que variaba según la especie y que usaban principalmente para arrancar las hojas, hierbas y raíces que constituían su alimento. Poseían unos incisivos desarrollados a modo de palas en ambas mandíbulas.
Incluían diversas especies de aspecto similar al de los elefantes primitivos como Palaeomastodon, Barytherium o Moeritherium, o eran digitígrados como el tapir (Pyrotherium) o se parecían a artiodáctilos como el hipopótamo o el jabalí. Evolucionaron independientemente en completo aislamiento en el continente sudamericano. Tan grande es el parecido que al estudiar los restos fósiles, a los pirotéridos se les atribuyó en el pasado un parentesco con los elefantes.
Las características que los hace confundir con los proboscidea primitivos como Moeritherium, con los que no están relacionados, son:
- Una fuerte musculatura del cuello y los molares bilofodontos, excepcionalmente largos. El paladar, extrañamente, es estrecho.

- Los huesos nasales y el agujero de la nariz, aparece atrás, entre los ojos, lo que hace pensar en la presencia de una probóscide, como en los antílopes saiga y elefantes actuales o Macrauchenia y mastodontes fósiles.

- Los esqueletos se conocen imperfectamente, las especies más comunes halladas  muestran un cuerpo alargado y bajo.

## Biología y ecología

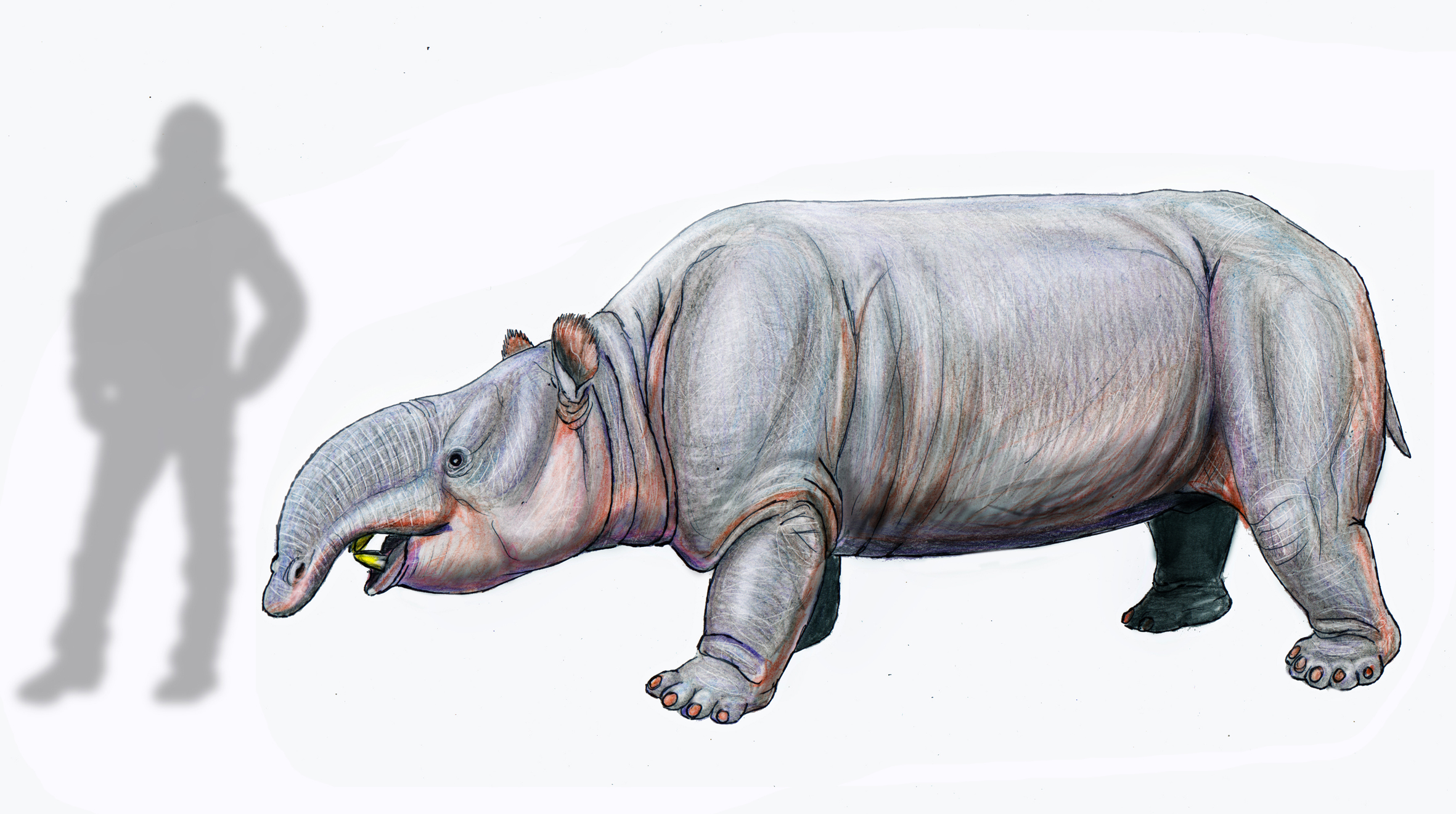
Pyrotherium romeroi era del tamaño de un rinoceronte actual.

Se trataba de animales bastante primitivos donde se observan algunas características que están presentes también en la mayoría de animales que ocuparon su nicho ecológico.  El cuerpo era compacto y la cabeza y cuello robustos, con el fin de facilitarles mejor el paso a través del denso follaje tropical.
Eran herbívoros que arrancaban hojas, hierbas y raíces con su probóscide. Esta trompa resultaba especialmente útil para recolectar plantas acuáticas en los pantanos donde se supone pasaban buena parte del tiempo. Se ayudaban de los incisivos desarrollados a modo de palas, en ambas mandíbulas.
Habitaban en regiones selváticas húmedas hace 30 millones de años, y desaparecieron completamente mucho antes que, hace 3 millones, los tapires llegasen a Sudamérica y ocupasen su nicho ecológico.

## Marco evolutivo
En Sudamérica, que en aquella época era un continente-isla, se produjeron numerosos casos de convergencia evolutiva como ocurrió en otros continentes-isla (Nueva Zelanda, Antártida y Australia), aislados durante mucho tiempo de la Era Terciaria del Continente Mundial, África-Eurasia-Norteamérica.
En Sudamérica, los piroterios, los litopternos y los notungulados emergieron en el Eoceno, pero, mientras que los piroterios parece que no sobrevivieron más allá del principio del Oligoceno, los otros dos grupos vivieron en Sudamérica durante todo el Cenozoico. Perecieron después de haberse restablecido la conexión de las tierras con Norteamérica, ya que estuvieron expuestos a la competencia de las contrapartidas más avanzadas del norte.

## Registro fósil

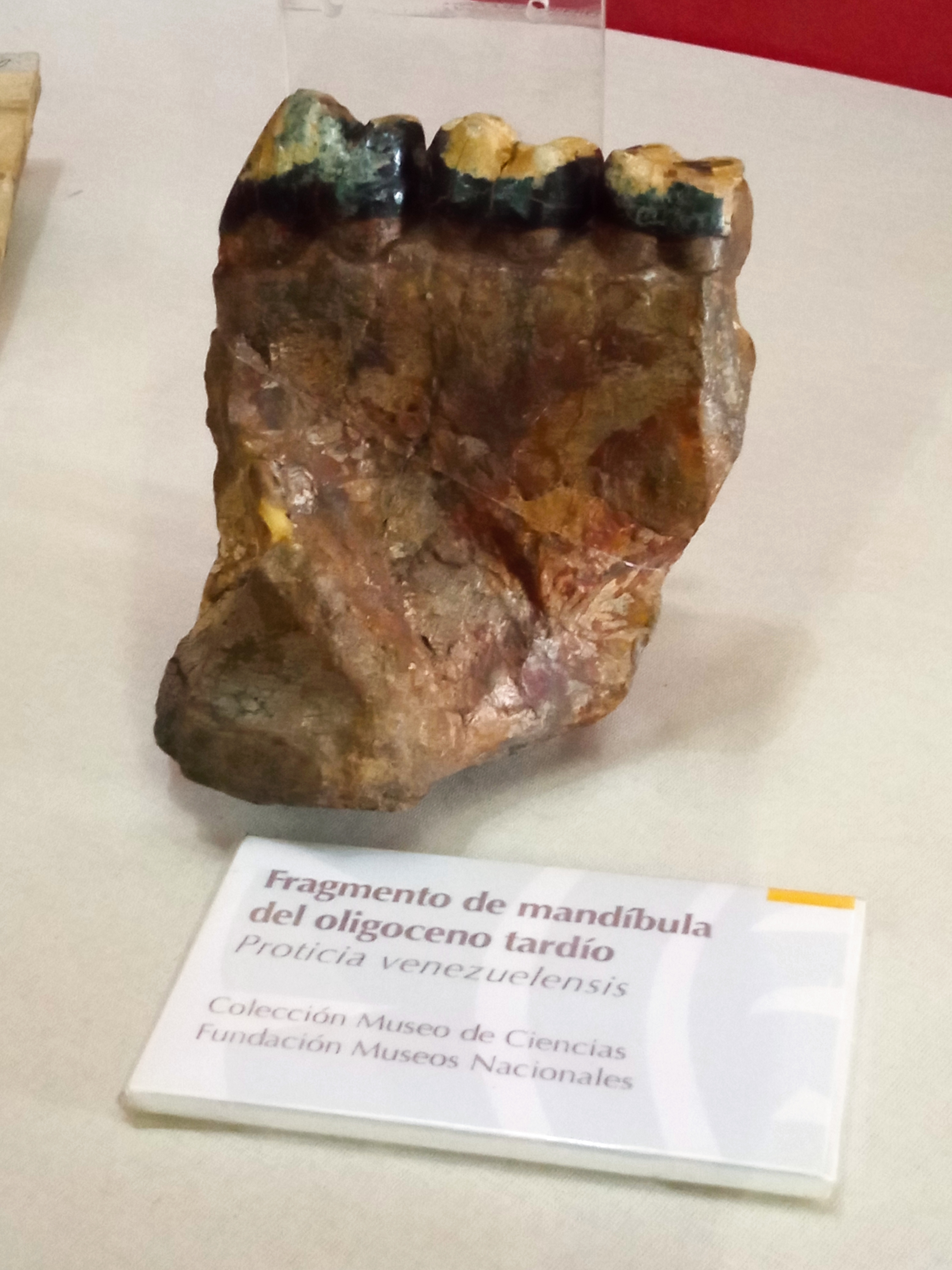
Fragmento de mandíbula de Proticia venezuelensis presentada en el Museo de Ciencia de Caracas, Venezuela

Los géneros, Griphodon, Propyrotherium y Proticia, son conocidos por restos muy incompletos. Pyrotherium incluye un esqueleto casi completo cuyas partes están distribuidas por varios museos de Europa y Estados Unidos.
El único género bien conocido, Pyrotherium, fue además, el último en aparecer en el Oligoceno Inferior hace 30 millones de años. Sus restos, hallados en  Sudamérica, en Brasil, Argentina y Perú.

## Historia de la denominación
A fines del siglo XIX, Florentino Ameghino acuñó el nombre Pyrotheria (del griego pyros, fuego, y thêrion, bestia) para designar a este grupo, en referencia a fósiles que descubrió en rocas de ceniza volcánica en la Patagonia Argentina.

## Clasificación
Los pirotéridos incluyen dos familias y varios géneros:
- Colombitheriidae
  - Colombitherium
  - Proticia
- Pyrotheriidae
  - Baguatherium
  - Carolozittelia
  - Griphodon
  - Propyrotherium
  - Pyrotherium